# Svetlana Kniaguínina
Svetlana Leonídovna Kniaguínina –en ruso, Светлаана Леонидовна Княгиннина– (nacida como Svetlana Leonídovna Fedulova, Ujtá, URSS, 17 de marzo de 1984) es una deportista rusa que compitió en natación.
Ganó dos medallas de bronce en el Campeonato Europeo de Natación en Piscina Corta, en los años 2009 y 2013.

## Palmarés internacional
| Campeonato Europeo en Piscina Corta | Campeonato Europeo en Piscina Corta | Campeonato Europeo en Piscina Corta | Campeonato Europeo en Piscina Corta |
| Año                                 | Lugar                               | Medalla                             | Prueba                              |
| ----------------------------------- | ----------------------------------- | ----------------------------------- | ----------------------------------- |
| 2009                                | Estambul (Turquía)                  | Medalla de bronce                   | 4 × 50 m estilos                    |
| 2013                                | Herning (Dinamarca)                 | Medalla de bronce                   | 4 × 50 m libre                      |